# Little by Little (canción de Oasis)
«Little by Little» es una canción de la banda de rock británica Oasis, compuesta por Noel Gallagher. Little By Little aparece en el álbum Heathen Chemistry editado en 2002.
Es una canción de la banda de rock británica Oasis, primero lanzada como el sexto track de su quinto álbum de estudio Heathen Chemistry. En septiembre de 2002, fue lanzada con "She is Love" como el primer (y único ) sencillo doble cara de la banda, alcanzando un máximo de # 2 en el Reino Unido Singles Chart (véase 2002 en música británica). Noel Gallagher prevé llevar la voz en ambas canciones, que también escribió. 
"Little by Little" es quizá la más controvertida canción en el álbum, recibiendo comentarios de los que pensaban que era un ejemplo clásico de un himno optimista Oasis y los que consideraban que era una melodía cursi, aduladora y condescendiente. Independientemente de esto, la canción llegó al puesto número dos en el Reino Unido basado en gran medida a la publicidad que obtuvo la canción en distinto medios.

## Video musical
El vídeo promocional de la canción presentó en el papel de invitado a Robert Carlyle. El arte de la cubierta para el mismo es un homenaje a la obra de arte de Robert Indiana LOVE.

## Lista de canciones
CD single (RKIDSCD 26), Vinilo de 12" (RKID 26T)

| N.º   | Título             | Duración |  |
| 1.    | «Little By Little» | 4:56     |  |
| 2.    | «She Is Love»      | 3:00     |  |
| 3.    | «My Generation»    | 4:03     |  |
| 11:59 |                    |          |  |

"My Generation" fue grabada en vivo en BBC's Maida Vale studios el 20 de enero de 2000.
 En la contratapa del sencillo figura que fue grabada el 7 de febrero pero no hay registro de tal grabación.

CD single enhanced (HES 673068 5)

| N.º   | Título                          | Duración |  |
| 1.    | «Little By Little»              | 4:56     |  |
| 2.    | «My Generation»                 | 4:03     |  |
| 3.    | «Columbia» (Live)               | 4:49     |  |
| 4.    | «Little By Little» (Live Video) | 4:30     |  |
| 18:18 |                                 |          |  |

Sencillo en CD Europa (6730683000)

| N.º  | Título             | Duración |  |
| 1.   | «Little By Little» | 4:56     |  |
| 2.   | «Columbia» (Live)  | 4:49     |  |
| 9:45 |                    |          |  |

Vinilo de 7" (RKID 26), Sencillo en CD cardsleeve (HES 673068 1)

| N.º  | Título             | Duración |  |
| 1.   | «Little By Little» | 4:56     |  |
| 2.   | «She Is Love»      | 3:00     |  |
| 7:56 |                    |          |  |

DVD single (RKIDSDVD 26)

| N.º   | Título                                                                          | Duración |  |
| 1.    | «Little By Little»                                                              | 5:02     |  |
| 2.    | «Little By Little» (Demo)                                                       | 4:55     |  |
| 3.    | «10 Minutes of Noise And Confusion Pt. Three (Finsbury Park, London July 2002)» | 8:30     |  |
| 18:27 |                                                                                 |          |  |

CD promocional (RKIDSCD 26P)

| N.º   | Título                          | Duración |  |
| 1.    | «Little By Little» (Radio Edit) | 4:03     |  |
| 2.    | «She Is Love»                   | 3:11     |  |
| 3.    | «My Generation»                 | 4:06     |  |
| 11:20 |                                 |          |  |

CD promocional Brasil (2 900199)

| N.º  | Título                             | Duración |  |
| 1.   | «Little By Little» (Album Version) | 4:56     |  |
| 4:56 |                                    |          |  |

- Datos: Q2563216